# William David Ross

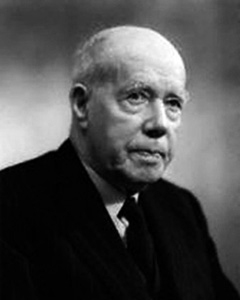
William David Ross

Sir William David Ross KBE (* 15. April 1877 in Thurso; † 5. Mai 1971 in Oxford) war ein schottischer Philosoph und Hauptvertreter der intuitionistischen Ethik im 20. Jahrhundert. Sein bekanntestes Werk ist The Right and the Good, das 1930 erschien. Er war zugleich einer der führenden Experten zum altgriechischen Philosophen Aristoteles.

## Leben
William David Ross wurde in der Hafenstadt Thurso im Norden Schottlands geboren. Seine ersten sechs Lebensjahre verbrachte er im Süden Indiens. Nach seiner Rückkehr nach Schottland ging er auf die Royal High School in Edinburgh und anschließend an die University of Edinburgh. 1895 machte er seinen Master in Classics. Anschließend absolvierte er ein Studium der Literae humaniores im Balliol College in Oxford und wurde 1900 Fellow des Merton College und 1902 des Oriel College, an dem er schon von 1900 an Lecturer gewesen war. Von 1923 bis 1928 war er Deputy White’s Professor of Moral Philosophy für den erkrankten John Alexander Stewart. Von 1929 bis zu seiner Emeritierung 1947 war er Provost am Oriel College in Oxford. Außerdem war er von 1941 bis 1944 Vice-Chancellor und von 1944 bis 1947 Pro-Vice-Chancellor der University of Oxford.
1927 wurde er in die British Academy aufgenommen, deren Präsident er von 1936 bis 1940 war. 1918 wurde er von König Georg V. von England zum Officer des Order of the British Empire ernannt, 1938 zum Knight Commander desselben Ordens geschlagen. 1950 wurde er in die American Academy of Arts and Sciences gewählt.
Mit seiner Frau Edith Ogdem, die er 1906 heiratete, hatte er vier Töchter (Margaret, Rosalind, Eleanor und Katharine). Edith Ogdem starb 1953.

## Ethik
Ross ist der Überzeugung, dass man grundlegende Werte intuitiv erkennen kann. Ross ist metaethischer Realist. Moral ist für Ross das, was der Mensch tun soll. Er vertritt damit im Gegensatz zu George Edward Moore eine deontologische Ethik. Als Grundlage einer Diskussion über moralische Fragen hat er eine Liste von Prima-facie-Pflichten aufgestellt, die in der Rezeption viel diskutiert wurde.
1. Pflichten, die auf einer vorgängigen, von einem selbst ausgeführten Handlung beruhen:
a) Vertrags- und Versprechenstreue
b) Wahrhaftigkeitspflicht
c) Wiedergutmachungspflicht
2. Pflichten, die auf einer vorgängigen, von jemand anderem ausgeführten Handlung beruhen:
d) Dankbarkeitspflichten
3. Pflicht der (distributiven) Gerechtigkeit (= distribution of pleasure and happiness in accordance with merit)
4. Pflichten des Wohlwollens und der Wohltätigkeit (dies sind die Maximierungspflichten der Utilitaristen, die aber nun im System Einschränkung durch die anderen Pflichten erfahren)
5. die Pflicht der Selbstvervollkommnung
6. die Pflicht, anderen nicht zu schaden
Für Ross sind diese Pflichten selbstevident und deshalb wahrheitsfähige Maßstäbe. Ross betrachtet seine Liste nicht als vollständig oder endgültig, aber keineswegs als willkürlich. Jeder seiner Punkte beruht auf Umständen, deren moralische Relevanz man nicht bestreiten kann. Dabei ist die historisch gewachsene moralische Praxis von großer Bedeutung:
„Die Gesamtheit der moralischen Überzeugungen der Besten ist das kumulative Ergebnis der Reflexion vieler Generationen, die ein außerordentlich feines Gespür für moralische Unterscheidungen entwickelt hat; und der Theoretiker kann sich nicht erlauben, diese anders als mit größtem Respekt zu behandeln“
Im Gegensatz zu Immanuel Kant, der mit dem kategorischen Imperativ nur ein oberstes Prinzip kennt, ist Ross der Auffassung, dass moralische Grundsätze pluralistisch sind. Deshalb muss man moralische Konflikte mit einer entsprechenden Regel lösen. Hierzu hat Ross zwei Grundsätze aufgestellt:
1. Handele stets in Übereinstimmung mit der stärkeren Prima-facie-Pflicht.
2. Handele stets nach der größten Prima-facie-Richtigkeit entgegen der größten Prima-facie-Falschheit.

## Antike Philosophie
Ross zählt zu den führenden Experten der ersten Hälfte des 20. Jahrhunderts zum altgriechischen Philosophen Aristoteles. Er war, zunächst mit J. A. Smith, dann allein der Gesamtherausgeber der Oxford Aristotle Translation Series, zu der er Übersetzungen der Metaphysik und der Nikomachischen Ethik beitrug. Seine wesentlichen Leistungen bestehen jedoch in einer Reihe textkritischer Ausgaben für die Oxford Classical Texts und einer Reihe kommentierter Editionen von Werken des Aristoteles, die größtenteils bis heute maßgeblich sind und mehrfach nachgedruckt wurden. Darüber hinaus verfasste er zwei Monographien, eine zu Aristoteles und eine zweite zur Ideenlehre Platons.

## Werke

### Ethik
- The Right and the Good. Some Problems in Ethics. Clarendon Press, Oxford 1930,
- Foundations of Ethics. Oxford University Press, Oxford 1939.
- Kant's Ethical Theory. A Commentary on the Grundlegung zur Metaphysik der Sitten. Oxford University Press, Oxford 1954.

### Antike Philosophie
Monographien
- Aristotle. Methuen, London 1923, 5. Auflage 1949, (online).
- Plato’s Theory of Ideas. Clarendon Press, Oxford 1951, (online).

Ausgaben in den Oxford Classical Texts
- Aristotelis Physica. Oxford University Press, Oxford 1950.
- Aristotelis De anima. Oxford University Press, Oxford 1956.
- Aristotelis Politica. Oxford University Press, Oxford 1957.
- Aristotelis Ars rhetorica. Oxford University Press, Oxford 1959.
- Aristotelis Analytica Priora et Posteriora. Hrsg. mit Lorenzo Minio-Paluello. Oxford University Press, Oxford 1964.

Kommentierte Editionen
- Aristotle’s Metaphysics. A revised text with introduction and commentary. 2 Bände. Clarendon Press, Oxford 1924, 2. Auflage 1953.
- Aristotle’s Physics. A revised text with introduction and commentary. Clarendon Press, Oxford 1936, korrigierte Auflage 1956.
- Aristotle, Parva naturalia. A revised text with introduction and commentary. Clarendon Press, Oxford 1955.
- Aristotle, De anima. Edited with Introduction and Commentary. Oxford University Press, Oxford 1961.